# Dvojrole (film)
Dvojrole je český film z roku 1999 režiséra Jaromila Jireše s Terezou Brodskou v hlavní roli. Film byl natočen podle námětu Jaroslavy Moserové, která byla i spoluautorkou scénáře. Tereza Brodská za tento film obdržela Českého lva za nejlepší hlavní ženský herecký výkon.

## Děj
Snímek má vědecko-fantastický děj, který je založen na principu záměny lidského mozku dvou různých osob.
Po autonehodě se na operační sál dostanou dvě téměř mrtvé ženy: stará docentka historie (Slávka Budínová) a mladá dívka Yvetta, členka party zlodějů-bytařů (Tereza Brodská). Aby aspoň jednu z nich zachránili, rozhodnou se dva lékaři (Jan Hartl a Karel Roden), že zdravý mozek docentky transplantují dívce, která nehodu zavinila. Po operaci se pak probudí žena, která má tělo i tvář mladé dívky, ale uvažuje jako stará intelektuálka.

## Obsazení
- Tereza Brodská (Yvetta) – hlavní dvojrole
- Jan Hartl (badatel)
- Karel Roden (chirurg)
- Slávka Budínová (docentka)
- Lubor Tokoš (profesor)
- Vladimír Hauser (kasař)
- Ladislav Kolář (expert)
- Zdeněk Junák (policista Vyskočil)
- Roman Vojtek (Tonda)
- Dana Poláková (Magda)
- Petr Horký (průvodce)

Dále hrají Monika Kobrová, Gabriela Ježková, Kateřina Mendlová, Monika Dudková, Klára Sochorová, Danuše Klichová, Eva Jelínková, Karel Bartoň, Monika Bobrovská, Libuše Billová, Oldřiška Bartlíková, Zdeněk Kubíček.